# Leueen MacGrath
Pour les articles homonymes, voir McGrath.
Leueen (Emily) MacGrath, née le 3 juillet 1914 à Londres, ville où elle est morte le 27 mars 1992, est une actrice et dramaturge anglaise (parfois créditée Leueen McGrath).

## Biographie
Leueen MacGrath étudie à la Royal Academy of Dramatic Art de Londres, ville où elle joue à plusieurs reprises au théâtre, notamment dans Tovaritch de Jacques Deval (1936, avec Cedric Hardwicke et Francis L. Sullivan), Édouard, mon fils (en) de Robert Morley et Noel Langley (1947, avec Peggy Ashcroft et Robert Morley), La guerre de Troie n'aura pas lieu de Jean Giraudoux (1955, avec Diane Cilento et Michael Redgrave), ou encore A Bequest to the Nation (en) de Terence Rattigan (1970, avec Ian Holm et Zoe Caldwell).
Elle reprend Édouard, mon fils à Broadway (New York) en 1948-1949 (de nouveau avec Peggy Ashcroft et Robert Morley) et rencontre à cette occasion le dramaturge et metteur en scène américain George S. Kaufman (1889-1961), son époux de 1949 à 1957 (troisième de ses cinq mariages, tous conclus par un divorce). Elle joue jusqu'en 1960 à Broadway, où elle reprend également La guerre de Troie n'aura pas lieu en 1955-1956 (là aussi avec Diane Cilento et Michael Redgrave). Du même Jean Giraudoux, elle y interprète Intermezzo en 1950 (avec Russell Collins et Una O'Connor).
Toujours à Broadway, elle collabore comme dramaturge avec George S. Kaufman, entre autres sur la pièce Fancy Meeting You Again (1952, avec Margaret Hamilton et Walter Matthau) et la comédie musicale Silk Stockings (librettiste, 1955-1956, avec Don Ameche et Hildegarde Neff).
Au cinéma, Leueen MacGrath contribue à huit films britanniques (ou en coproduction, dont deux courts métrages), depuis Aimé des dieux de Basil Dean (1936, avec Liane Haid et John Loder) jusqu'au film à sketches Trois meurtres (en) (segment In the Picture de Wendy Toye, 1955, avec Alan Badel et Eddie Byrne). Entretemps, citons Pygmalion d'Anthony Asquith et Leslie Howard (1938, avec Wendy Hiller et Leslie Howard) et Édouard, mon fils de George Cukor (coproduction américano-britannique, 1949, avec Spencer Tracy et Deborah Kerr, adaptation de la pièce éponyme précitée).
À la télévision (américaine, du fait de son séjour aux États-Unis, et britannique), elle participe à onze séries (1949-1961) et cinq téléfilms (1939-1974), souvent d'origine théâtrale. Mentionnons par exemple la série d'anthologie américaine Studio One (quatre épisodes, 1949-1957) et, pour sa dernière prestation à l'écran, le téléfilm The Gift of Friendship de Mike Newell (1974, avec Sarah Badel et Michael Gough).

## Filmographie

### Cinéma (intégrale)
- 1936 : Aimé des dieux (Whom the Gods Love) de Basil Dean : Josefa Weber
- 1938 : Pygmalion d'Anthony Asquith et Leslie Howard : Clara Eynsford-Hill
- 1940 : Meet Maxwell Archer (en) de John Paddy Carstairs : Sarah
- 1940 : All Hands de John Paddy Carstairs (court métrage) : Joan
- 1941 : The Saint's Vacation de Leslie Fenton : Valérie
- 1949 : Édouard, mon fils (Edward, My Son) de George Cukor : Eileen Perrin
- 1949 : Strawhat Cinderella de Justin Herman (court métrage) : elle-même
- 1955 : Trois meurtres (en) (Three Cases of Murder), film à sketches, segment In the Picture de Wendy Toye : la femme dans la maison

### Télévision (sélection)
- 1949-1957 : Studio One (série)
  - Saison 1, épisode 9 Place Berkeley (Berkeley Square, 1949 - Helen Pettigrew) et épisode 17 Fumée (Smoke, 1949)
  - Saison 3, épisode 5 La Pélerine passionnée (The Passionate Pilgrim, 1950)
  - Saison 10, épisode 11 Escape Route (1957) : Loïs Tucker
- 1965 : The Holy Terror de George Schaefer (téléfilm) : Fanny Nightingale
- 1974 : The Gift of Friendship de Mike Newell (téléfilm) : Edwina Broome

## Théâtre
(comme actrice, sauf mention contraire ou complémentaire)

### Londres (sélection)
- 1936 : Tovaritch (Tovarich) de Jacques Deval, adaptation de Robert E. Sherwood
- 1939 : Saloon Bar de Frank Harvey Jr.
- 1942 : Salt of the Earth de Michael Egan
- 1944 : Flare Path de Terence Rattigan, mise en scène d'Anthony Asquith
- 1947 : Édouard, mon fils (en) (Edward, My Son) de Robert Morley et Noel Langley : Eileen Perry
- 1955 : La guerre de Troie n'aura pas lieu (Tiger at the Gates) de Jean Giraudoux, adaptation de Christopher Fry, musique de scène de Lennox Berkeley : Cassandre
- 1970 : A Bequest to the Nation (en) de Terence Rattigan, mise en scène de Peter Glenville : Lady Nelson[1]
- 1971 : A Voyage Round My Father de John Mortimer

### Broadway (intégrale)
- 1948-1949 : Édouard, mon fils (en) (Edward, My Son) de Robert Morley et Noel Langley : Eileen Perry
- 1950 : Intermezzo (The Enchanted) de Jean Giraudoux, adaptation de Maurice Valency, musique de scène de Francis Poulenc, décors de Robert Edmond Jones, chorégraphie de Jean Erdman, mise en scène de George S. Kaufman : Isabelle
- 1951 : The Small Hours de George S. Kaufman, Heywood Hale Broun et Leueen MacGrath, mise en scène de George S. Kaufman
- 1951 : The High Ground de Charlotte Hastings, mise en scène d'Herman Shumlin : Sarat Cairn
- 1952 : Fancy Meeting You Again de George S. Kaufman et Leueen MacGrath, mise en scène de George S. Kaufman : Amanda Phipps
- 1953 : The Love of Four Colonels de Peter Ustinov, mise en scène de Rex Harrison : Donovan
- 1955-1956 : Silk Stockings, comédie musicale, musique et lyrics de Cole Porter, livret de George S. Kaufman, Leueen MacGrath et Abe Burrows (d'après Ninotchka), décors et lumières de Jo Mielziner, chorégraphie d'Eugene Loring
- 1955-1956 : La guerre de Troie n'aura pas lieu (Tiger at the Gates) de Jean Giraudoux, adaptation de Christopher Fry, musique de scène de Lennox Berkeley : Cassandre
- 1957 : The Potting Shed de Graham Greene : Sara Callifer
- 1960 : Farewell, Farewell Eugene de John Vari et Rodney Ackland (en) : Peonie Povis